# Roger Seiter
Roger Seiter (Straatsburg, 3 mei 1955) is een Frans onderwijsadviseur en stripauteur.
Seiter studeerde geschiedenis. Hij trouwde Isabelle Mercier, waarmee hij vanaf 1994 samen aan een aantal scenario's werkte.
In 1989 begon zijn loopbaan als scenarist voor Après un si long hiver van Johannes Roussel, een historisch verhaal. Voor deze tekenaar volgden meer verhalen. Seiter werkte samen met onder meer Christophe Carmona, Frédéric Pillot, Vincent Bailly (de serie Le Cœur de sang tussen 1995 en 1999), Vincent Wagner, Jean-Louis Thouard en Simone Gabrielli.
Tussen 1999 en 2007 verzorgde Seiter de scenario's van de stripreeks FOG getekend door Cyril Bonin.
Seiter schreef de scenario's voor een aantal albums in de reeks Lefranc, te weten Cuba libre (2014), De vogelman (2016), De chaostheorie (2018) en Het losgeld (2020), die alle door Régric werden getekend.
In 2020 leverde Seiter het scenario voor het album Bone getekend door Frédéric Pontarolo.
- Biblioteca Nacional de España: XX1694713
- Bibliothèque nationale de France: cb12233396t (data)
- Gemeinsame Normdatei: 1146034032
- International Standard Name Identifier: 0000 0000 1550 8561
- Nationale Bibliotheek van Tsjechië: osa2017960879
- Nationale Bibliotheek van Israël: 987011561333005171
- Nederlandse Thesaurus van Auteursnamen: 168708388
- Système universitaire de documentation: 031038816
- Virtual International Authority File: 9902216